# Cornelius Johnson
Cornelius "Corny" Cooper Johnson, född 21 augusti 1913 i Los Angeles, död 15 februari 1946, var en amerikansk friidrottare som tävlade i höjdhopp.
Johnson slog igenom som friidrottare när han studerade vid Los Angeles High School, där han tävlade i sprintlöpning och höjdhopp. Vid sommar-OS 1932 i hemstaden Los Angeles kom den 18-årige Johnson på fjärde plats, efter att ha förlorat både silver- och bronsmedaljen efter omhoppning.
Under de amerikanska OS-uttagningarna 12 juli 1936 i New York, delade Johnson segern med David Albritton, efter att bägge uppnått nytt världsrekord med 2,07. Detta rekord kom att stå sig drygt ett år till 6 augusti 1937, då landsmannen Melvin Walker hoppade 2,08 i Stockholm.
Under sommar-OS 1936 i Berlin var han en av totalt arton afroamerikanska utövare.  Johnson vann guldmedaljen efter ett hopp på det olympiska rekordet 2,03, före Albritton, som klarade 2,00.
Johnson lade spikskorna på hyllan 1938. Han vann totalt åtta amerikanska mästerskap under sin karriär, fem utomhus och tre inomhus.
Efter att ha slutat med höjdhopp arbetade Johnson först som brevbärare i Los Angeles, varefter han tog anställning i den amerikanska handelsflottan 1945. 1946, när han arbetade som skeppsbagare ombord på fartyget Santa Cruz, utvecklade Johnson bronkiell lunginflammation, och dog på grund av detta endast 32 år gammal.